# سید مرتضی سادات فاطمی
سید مرتضی سادات فاطمی زاده ۱۳۲۸ خورشیدی)، از قاری قرآن اهل ایران و از برگزیدگان مسابقات بین‌المللی قرآن کریم جمهوری اسلامی ایران است.

## مقام‌ها
وی پس از کسب رتبه نخست مسابقات سراسری قرآن کریم کشور در سال ۱۳۶۰، در دومین دوره مسابقات بین‌المللی قرآن کریم جمهوری اسلامی ایران که از ۱۲ تا ۱۷ فروردین ۱۳۶۲ در حسینیه ارشاد تهران برگزار گردید، شرکت نمود و موفق به کسب رتبه ممتاز و مقام اول رشته قرائت تحقیق شد.

## دیگر افتخارات و مسئولیت‌ها
- داوری در مسابقات قرآنی استانی و کشوری.
- عضو هیئت علمی دانشکده علوم قرآنی مشهد.
- صدرالحفاظ حرم مطهر رضوی.
- اداره جلسات دارالحفاظ مسجد گوهرشاد از سال ۱۳۶۲ تا کنون (۱۳۹۵).
- دریافت نشان درجه یک فرهنگ و هنر در سال ۱۳۹۰.
- اجرای کرسی تلاوت و اذان حرم رضوی، و نیز برگزاری تلاوت مجلسی و اداره جلسه آموزش قرآن پس از نماز مغرب و عشا در هر شنبه‌ شب.

## مأموریت‌ها و سفرهای تبلیغی
سید مرتضی سادات فاطمی جهت تبلیغ و اجرای برنامه و دیگر مأموریت‌های قرآنی تا کنون به بسیاری کشورها از جمله: عربستان، امارات متحده عربی، بحرین، قطر، چین، تایلند، سنگاپور، مالزی، تاجیکستان، ترکیه، آفریقای جنوبی، زیمبابوه، الجزایر، پاکستان، فیلیپین، آرژانتین و ایتالیا اعزام شده است.

## شاگردان
از جمله شاگردان سید مرتضی سادات فاطمی می‌توان آقای جواد فروغی را نام برد.

## آثار
- جزوه تجوید قرآن با نام خلاصه احکام تجوید
- ضبط و تکثیر آموزش نغمات قرآنی، و ارسال آن به سراسر کشور و چند کشور خارجی